# Emus
Emus är ett släkte av skalbaggar som beskrevs av George Samouelle 1819. Emus ingår i familjen kortvingar.

## Arter
Släktet innehåller enligt Dyntaxa bara en art, nämligen humlekortvingen, Emus hirtus. Arten finns i Sverige, men har angetts som sårbar. Den är en av landets största kortvingar, med en längd av 20-25 millimeter.
Enligt Global Biodiversity Information Facility innehåller släktet dock fyra arter:
- Emus aeneicollis
- Emus figulus
- Emus hirtus
- Emus soropegus

## Utbredning
Aktuella fynd av arten Emus hirtus är gjorda i östra och södra Skåne, i västra Blekinge och på Öland. Tidigare har fynd gjorts även i Halland, Småland, Gotland och i Östergötland och Västergötland.
Arten förekommer i Danmark och i Baltikum samt på de brittiska öarna. Utbredningen sträcker sig i sin helhet från Västeuropa till Turkiet och Iran.

## Några publicerade artiklar om arten och släktet
- ”A few further remarks on Emus hirtus L. (Col.: Staphylinidae)” (på engelska). The Entomologist’s Record and Journal of Variation 92:  sid. 50–51. 1980.

- ”The recurrence of  Emus hirtus (L.) (Col.: Staphylinidae) on the Isle of Sheppey” (på engelska). The Entomologist’s Record and Journal of Variation 110:  sid. 144. 25 maj 1998.

## Bildgalleri

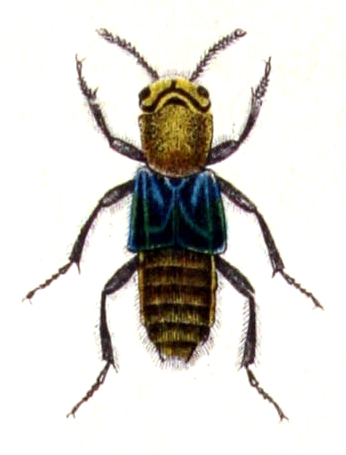
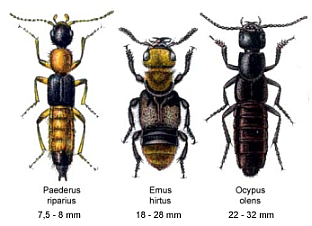